# 동두천경찰서
동두천경찰서(東豆川警察署, Dongducheon Police Station)는 경기도북부경찰청이 관할하는 경찰서 중 하나이다. 경기도 동두천시 일대를 관할한다. 경기도 동두천시 상패로 89에 있다.
서장은 총경으로 보한다.

## 기본 정보
- 주소: 경기도 동두천시 상패로 89 (상패동)
- 우편번호: 11336

## 연혁
- 2009. 04. 20. 동두천경찰서 개서 (舊 교육청 임시청사)
  - 동두천지구대, 소요파출소
- 2009. 06. 17. 중앙파출소 개소
  - 동두천지구대, 중앙파출소, 소요파출소
- 2010. 05. 04. 송내파출소 개소
  - 동두천지구대는 생연파출소, 광암파출소로 분리
  - 5개 파출소 (송내·중앙·생연·소요·광암)
- 2013. 05. 15. 現 청사 준공 이전
- 2013. 07. 19. 송내파출소에서 송내지구대 승격
  - 1개 지구대(송내), 4개 파출소(중앙·생연·소요·광암)

## 관할 파출소 및 지구대
동두천경찰서는 1개의 지구대와 4개의 파출소를 산하에 두고 있다.
| 명칭       | 사진 | 주소                   | 관할구역                                  | 치안센터 |
| ---------- | ---- | ---------------------- | ----------------------------------------- | -------- |
| 송내지구대 |      | 중앙로 157 (지행동)    | 지행동, 송내동, 생연동 일부, 보산동 일부  |          |
| 생연파출소 |      | 생연로 99 (생연동)     | 상패동, 생연동 일부                       |          |
| 광암파출소 |      | 광암로 10 (광암동)     | 광암동, 탐동동, 걸산동                    |          |
| 소요파출소 |      | 평화로 2695 (동두천동) | 동두천동, 상봉암동, 하봉암동, 보산동 일부 |          |
| 중앙파출소 |      | 생연로 201 (생연동)    | 보산동 , 생연동, 중앙동일부               |          |

## 같이 보기
- 경기도북부경찰청